# Де-Спукес, Джузеппе
Джузеппе де Спукес (итал. Giuseppe de Spuches; 9 июля 1819, Палермо — 13 ноября 1884, там же) — итальянский писатель

, поэт, переводчик, археолог и политик. Князь Галати, герцог Каккамо.

## Биография
Происходил из семьи старинной испанской знати  . Был председателем королевской комиссии искусств и древностей в Сицилии, претором Палермо, членом Палаты депутатов королевства Италии (1867—1870).
Получил известность как поэт, собиратель эпиграфов и филолог.
Автор ряда произведений в прозе и стихах, в том числе: «Discorsi filologici» (1860), «Epigrafi inediti ed altri oggeti archeologici» (1865); «Poesie» (1868); «Carmina latina et graeca» (1877); «Alcuni versioni dal greco» (1878) и «Alcuni scritti» (1881).
Занимался переводами с греческого, опубликовал переводы Софокла и Еврипида.
Похоронен  в пантеоне церкви Сан-Доменико в Палермо.